# أكاذيب الصمت (رواية)
أكاذيب الصمت  (بالإنجليزية: Lies of Silence)‏ هي رواية للكاتب الكندي برايان مور، نشرت عام 1990، عن دار نشر نان تاليز.